# Cirrochroa menones
Cirrochroa menones är en fjärilsart som beskrevs av Semper 1888. Cirrochroa menones ingår i släktet Cirrochroa och familjen praktfjärilar. Inga underarter finns listade i Catalogue of Life.